# هوچستاکلی
هوچستاکلی (به لاتین: Hochstuckli) یک کوه در سوئیس است که در کانتون اشووتس واقع شده‌است. هوچستاکلی ۱٬۵۶۶ متر بالاتر از سطح دریا واقع شده‌است.